# گرمو
گرمو (به انگلیسی: Germoe) یک روستا و محله مدنی در بریتانیا است که در کورنوال واقع شده‌است. گرمو ۵۲۸ نفر جمعیت دارد.